# MOB3B
MOB3B (англ. MOB kinase activator 3B) – білок, який кодується однойменним геном, розташованим у людей на 9-й хромосомі. Довжина поліпептидного ланцюга білка становить 216 амінокислот, а молекулярна маса — 25 464.
| 10         |  | 20         |  | 30         |  | 40         |  | 50         |
| ---------- |  | ---------- |  | ---------- |  | ---------- |  | ---------- |
| MSIALKQVFN |  | KDKTFRPKRK |  | FEPGTQRFEL |  | HKRAQASLNS |  | GVDLKAAVQL |
| PSGEDQNDWV |  | AVHVVDFFNR |  | INLIYGTICE |  | FCTERTCPVM |  | SGGPKYEYRW |
| QDDLKYKKPT |  | ALPAPQYMNL |  | LMDWIEVQIN |  | NEEIFPTCVG |  | VPFPKNFLQI |
| CKKILCRLFR |  | VFVHVYIHHF |  | DRVIVMGAEA |  | HVNTCYKHFY |  | YFVTEMNLID |
| RKELEPLKEM |  | TSRMCH     |  |            |  |            |  |            |

A: Аланін

C: Цистеїн

D: Аспарагінова кислота

E: Глутамінова кислота

F: Фенілаланін

G: Гліцин

H: Гістидин

I: Ізолейцин

K: Лізин

L: Лейцин

M: Метіонін

N: Аспарагін

P: Пролін

Q: Глутамін

R: Аргінін

S: Серин

T: Треонін

V: Валін

W: Триптофан

Білок має сайт для зв'язування з іонами металів, іоном цинку. 